# سرویس مارشال‌های ایالات متحده
خدمات مارشال‌های ایالات متحده از نهادهای انتظامی فدرالی آمریکا است که زیرمجموعه وزارت دادگستری آمریکا محسوب می‌شود. این نهاد در واقع قدیمی‌ترین سازمان و نهاد انتظامی در آمریکا است.
به نیروی امنیتی این سازمان، مارشال ایالتی گفته می‌شود.
خدمات مارشال‌ها جزء شاخه قوه مجریه دولت است و در بحث‌های انتظامی با قوه قضائیه آمریکا همکاری دارد. عمده فعالیت‌های این نهاد شامل محافظت از مسئولان دادگاه‌ها، ساختمان دادگاه‌ها و اجرای قوانین صادر شده توسط دادگاه‌ها است. همچنین امنیت دادگاه‌ها، حمل‌ونقل زندانی‌ها و اجرای احکام نیز  طبق قانون بر عهده مارشال‌ها است.

## نگارخانه

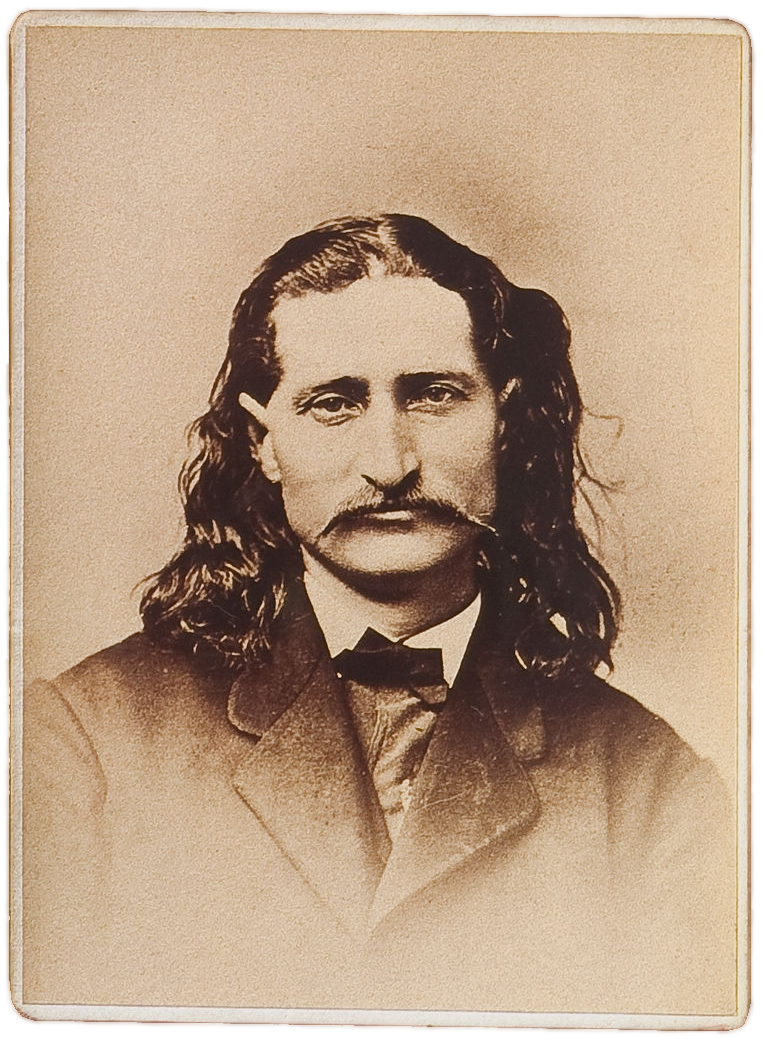
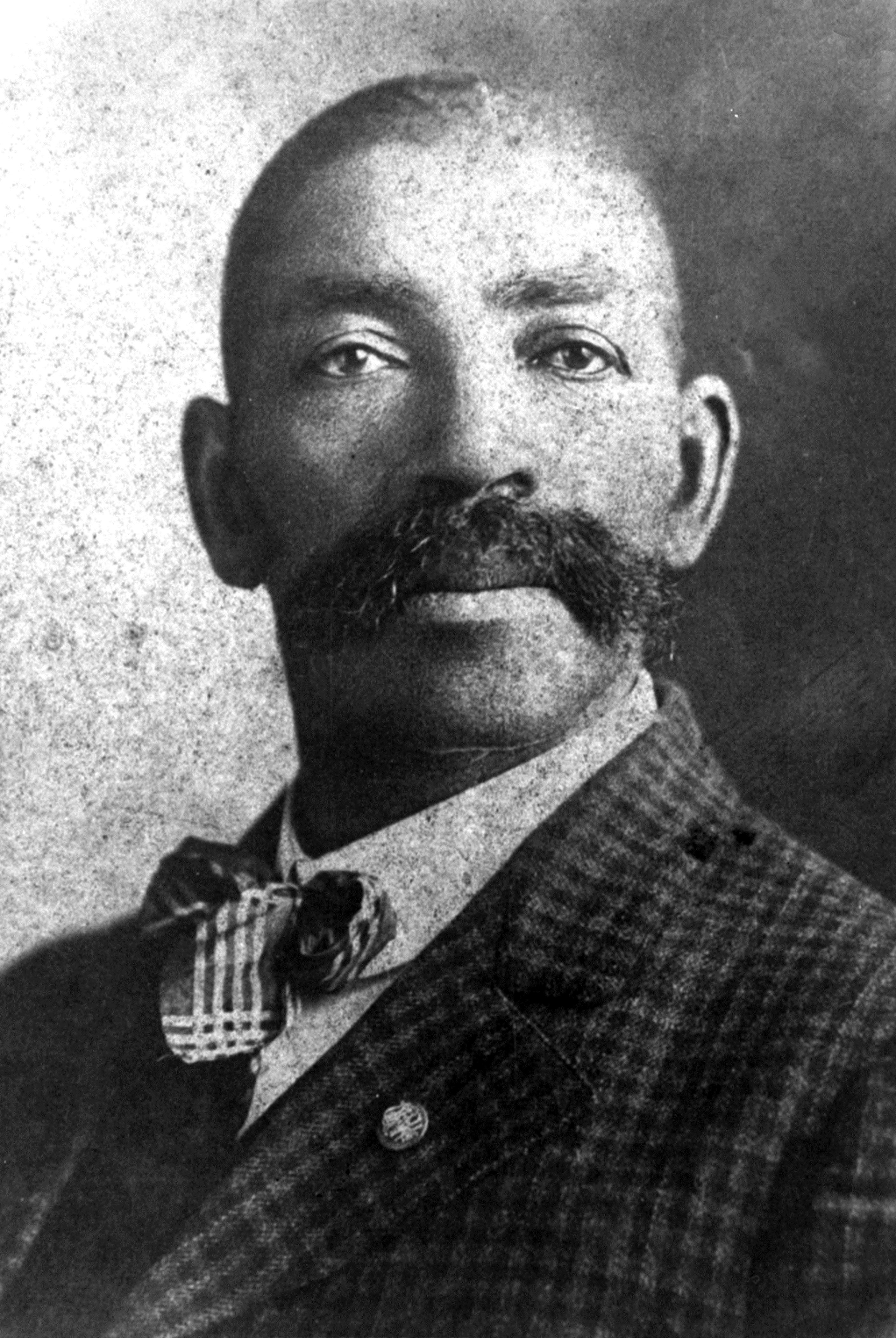
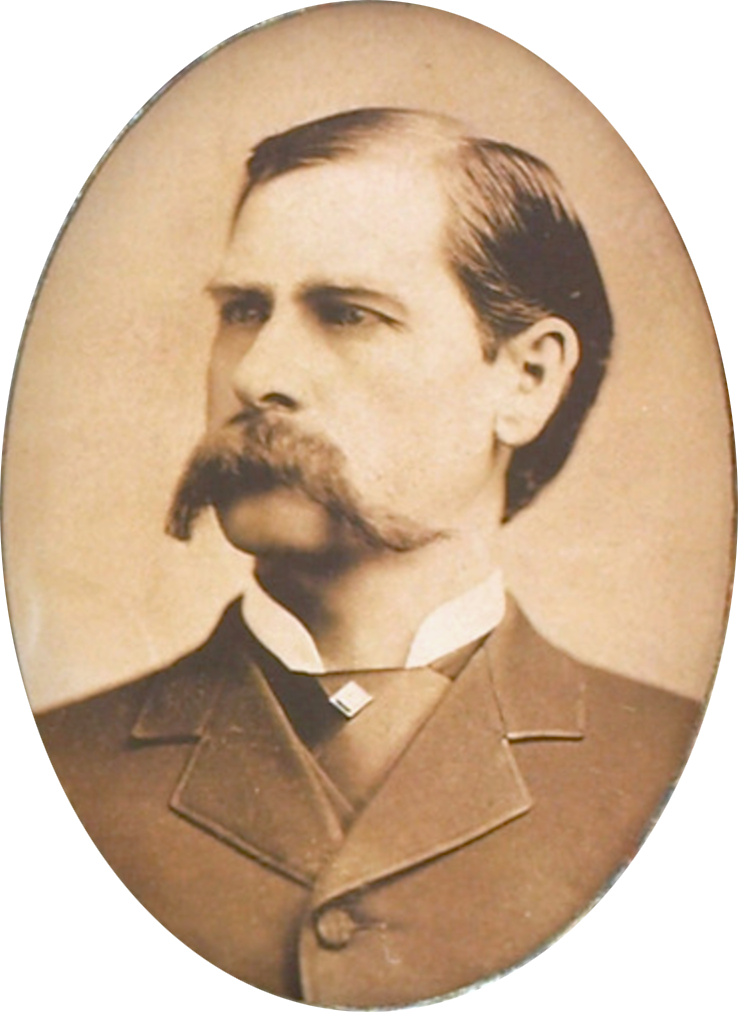

## پیوند
- وب‌گاه رسمی